# Yvonne-Aimée de Malestroit
Pour les articles homonymes, voir Beauvais.

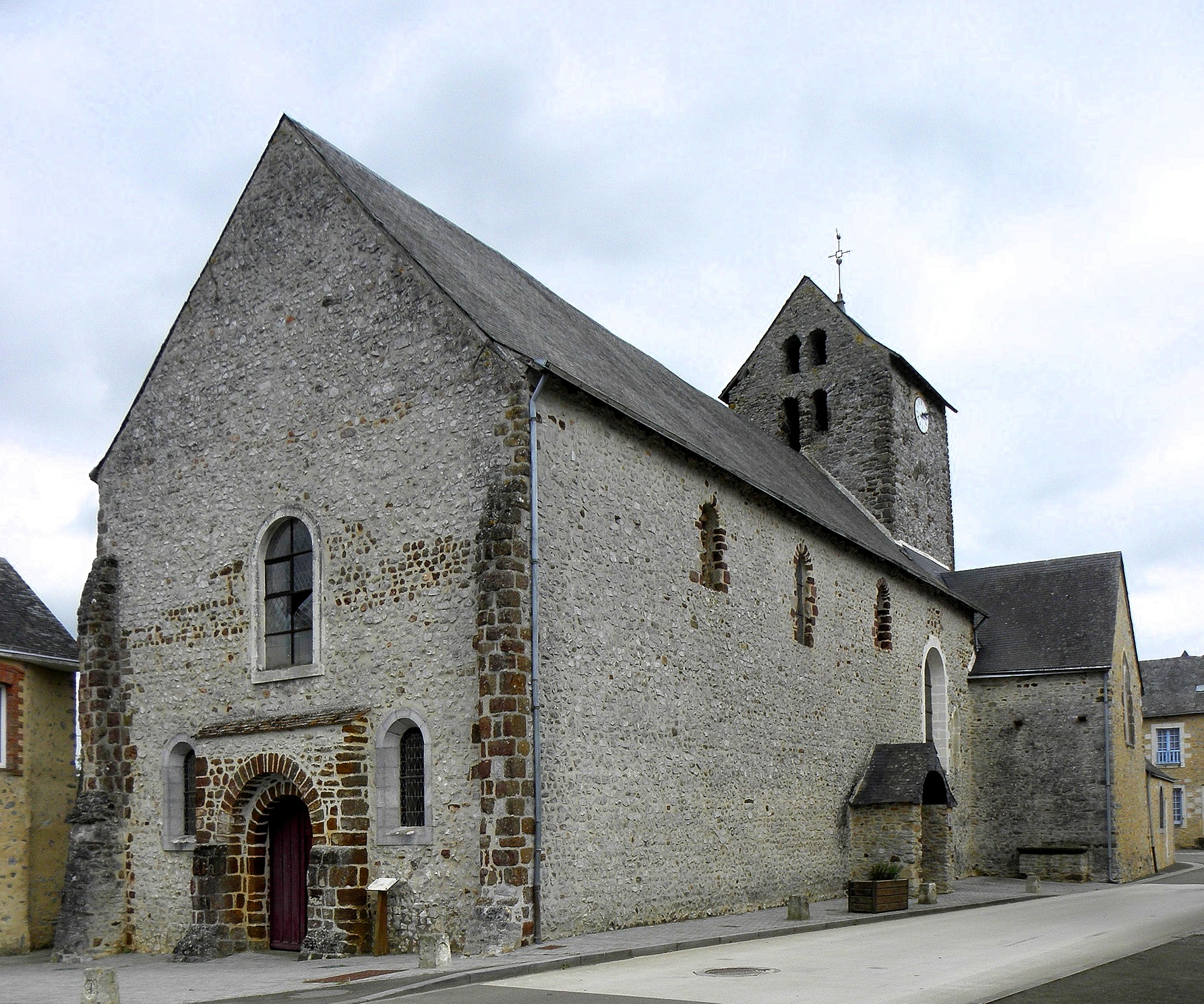
Église de Cossé-en-Champagne où fut baptisée Yvonne Beauvais.

Yvonne-Aimée de Malestroit, née Yvonne Beauvais, en religion « mère Yvonne-Aimée de Jésus », née le 16 juillet 1901 à Cossé-en-Champagne (Mayenne) et morte le 3 février 1951 au monastère des Augustines de Malestroit (Morbihan), est une religieuse augustine française.

## Biographie

### Enfance
Yvonne-Aimée de Malestroit (Yvonne Beauvais) naît le 16 juillet 1901 à Cossé-en-Champagne, village situé dans le Maine entre Laval et Le Mans. Elle est la fille d'Alfred Beauvais, négociant en vin, et de son épouse Lucie (née Brulé), institutrice. Elle a une sœur aînée, Suzanne. Elle est baptisée trois mois plus tard. Son père meurt le 17 octobre 1904 à 34 ans. À la mort de son père, qui a fait de mauvaises affaires, sa mère se trouve financièrement contrainte de vendre la maison familiale. Yvonne est confiée à ses grands-parents. Ceux-ci lui enseignent la générosité envers les pauvres et très tôt, elle cherche à leur donner ce qu’elle a de plus précieux. Sa grand-mère lui apprend à mieux connaître Jésus et depuis lors, jamais elle ne séparera l’amour de Dieu de l’amour des autres. Sa grand-mère lui lit l’Histoire d’une âme de Thérèse de Lisieux, ouvrage qui la marque au point qu'elle souhaite ardemment « devenir une sainte ».
Elle rejoint sa mère à l'âge de six ans et la suit dans les différents pensionnats dont elle a la direction.

### Un amour précoce pour Dieu et pour les pauvres
À neuf ans, elle peut faire sa première communion tant désirée. Le lendemain, 1er janvier 1911, Yvonne voue sa vie au Christ dans une lettre qu'elle lui écrit avec son sang : « Ô mon petit Jésus, Je me donne à toi entièrement et pour toujours. Je voudrai toujours ce que tu voudras. Je ferai tout ce que tu me diras de faire. Je ne vivrai que pour toi. Je travaillerai en silence. Et, si tu veux, je souffrirai beaucoup en silence. Je te supplie de me faire devenir sainte, une très grande sainte, une martyre. Fais-moi être fidèle, toujours. Je veux sauver beaucoup d'âmes et t'aimer plus que tout le monde, mais je veux aussi être toute petite afin de te donner plus de gloire. Je veux te posséder mon petit Jésus, et te rayonner, je veux n'être qu'à toi, mais je veux surtout ta volonté. Ta petite Yvonne ».
Adolescente, Yvonne passe deux années scolaires en Angleterre qui lui permettront de développer toute sa sensibilité artistique. Revenue en France, elle termine ses études et se consacre au service des pauvres en se rendant quotidiennement dans les quartiers les plus dangereux de Paris, la « zone rouge », pour secourir des familles en détresse. Créative, elle se procure l'argent nécessaire à leurs besoins en exerçant différents métiers improvisés : peintre d'images et de tableaux, concertiste, romancière, bonne à tout faire et cuisinière extra. Un témoin de l’époque a rapporté à propos de la mère Yvonne-Aimée : « Je l’ai entendu dire un jour à Notre Seigneur : "Je n’ai pas pu Te recevoir dans l’hostie (elle était malade), je vais Te retrouver chez Tes pauvres que Tu as consacrés comme Tu as consacré l’hostie" ».
Plus tard, le père René-Marie de La Chevasnerie, S.J., relatera ces épisodes de la vie d'Yvonne dans le livre Monette et ses pauvres.
Durant ces années, sa mère cherche à la marier, mais Yvonne repousse tous les prétendants qu'elle lui présente jusqu'à sa rencontre avec Robert, un jeune futur médecin, avec qui elle accepte de se fiancer.

### Entrée au monastère de Malestroit
En 1922, elle est atteinte d'une fièvre paratyphoïde dont elle se remet difficilement. Ses violents maux de tête la reprennent et ne la quitteront qu'à sa mort.
Elle part en mars, pour la première fois, en convalescence à la clinique des Sœurs augustines hospitalières de la Miséricorde à Malestroit (Morbihan) où elle se remet de cette fièvre.
Le 5 juillet 1922, dans sa chambre à Malestroit, elle a une expérience mystique au cours de laquelle Jésus lui montre la Croix  : « Veux-tu la porter ? ». C'est à cette époque que commencent les grâces et phénomènes extraordinaires dont elle sera l'objet toute sa vie. Sa vocation religieuse est alors évidente et elle doit rompre ses fiançailles avec Robert. L'évêque de Vannes, informé de ses dons mystiques, refuse qu'elle entre à Malestroit craignant qu'elle n'ait trop d'influence sur la communauté. Il la confie au père Joseph de Tonquédec qui impose une enquête rigoureuse qui lui est « extrêmement pénible ». Elle vit alors au foyer de l'avenue de Versailles à Paris.
En 1926, elle subit dans le cadre de cette enquête des agressions morales et mêmes physiques, ce qui entraîne pour elle une période de « souffrances aiguës ». Elle n'hésite pas alors à affirmer : « Pour moi, c'est la nuit la plus absolue, une souffrance indéfinissable » – qu'elle vit en esprit de réparation.
En 1927, elle reçoit finalement l'autorisation d'entrer au monastère des Augustines de Malestroit pour y commencer son noviciat, sous le nom de sœur Yvonne-Aimée de Jésus. Femme pratique autant que mystique, grande organisatrice, elle lance en 1928 - elle a 27 ans - le projet d'une clinique moderne à proximité du monastère, clinique qui ouvrira ses portes en 1929. En 1932, elle devient maîtresse des novices et en 1935, elle est élue supérieure du monastère de Malestroit.
Très active malgré ses graves problèmes de santé, visionnaire, elle réforme profondément la communauté des Augustines hospitalières. D’un tempérament fédérateur, elle a également fortement marqué l’ordre de son empreinte. En 1946, soucieuse de maintenir une unité entre les maisons et de consolider les liens de charité et d’entraide, la mère Yvonne-Aimée obtient de Rome la création de la toute première Fédération de monastères féminins réunissant les communautés d’Europe et d'Afrique issues de Dieppe. Elle en est élue supérieure générale.
Dès 1922, Yvonne Beauvais avait reçu du Seigneur l'invitation à prier et à faire prier l'invocation suivante : « Ô Jésus Roi d'Amour, j'ai confiance en ta Miséricordieuse Bonté ». Cette dévotion est étendue à l’Église universelle par le pape Jean XXIII en 1958.

### Pendant la guerre
Sous l'Occupation, elle soigne à la clinique de Malestroit aussi bien des blessés allemands que des parachutistes anglais et des résistants (spécialement ceux du maquis de Saint-Marcel). Elle héberge clandestinement à la clinique le général Audibert (commandant de la région ouest de l'Armée secrète) et apporte une aide active à la Résistance. En janvier 1943, un prêtre, la soupçonnant d'imposture, l'accuse d'être une « fausse mystique » et prépare un procès pour la dénoncer aux autorités religieuses.
Le 16 février 1943, comme elle en avait eu la prémonition, elle est arrêtée à Paris par la Gestapo au prieuré Notre-Dame-de-Consolation et amenée à la prison du Cherche-Midi. Torturée, elle se serait évadée « miraculeusement » après avoir demandé des prières au père Paul Labutte, son fils spirituel, auquel elle apparaît dans le métro, en bilocation,,.
Après la guerre, le 24 juin 1945, elle reçoit la Croix de guerre avec palme, à Saint-Marcel. Le 22 juillet 1945, le général de Gaulle en personne lui remet la Légion d'honneur, à Vannes, pour avoir caché et soigné à la clinique soldats alliés et résistants bretons. Le 3 janvier 1946, on lui décerne la médaille de la Résistance et la médaille de la Reconnaissance française.
En 1946, elle fonde la Fédération des monastères d'Augustines dont elle est élue première supérieure générale.
Le 7 août 1949, la clinique de Malestroit reçoit la Croix de guerre avec palme pour avoir sauvé plus de cent parachutistes, aviateurs et maquisards. Quant à la mère Yvonne-Aimée, elle est décorée de la King's Medal for Courage in the Cause of Freedom par le consul du Royaume-Uni.
Le soir du 3 février 1951, elle meurt à Malestroit d'une hémorragie cérébrale foudroyante alors qu'elle s'apprêtait à partir pour l'Afrique du Sud. Elle a 49 ans.
Six ans plus tard, on ouvre son cercueil ; son corps, qui baigne dans 5 centimètres d'eau, est intact. Elle repose toujours aujourd'hui dans le petit cimetière du monastère des Augustines de Malestroit.

## Postérité
Yvonne Beauvais a laissé des carnets intimes ainsi qu’une abondante correspondance que de nombreux destinataires ont gardée en raison de sa valeur spirituelle. En 1924, son confesseur, le père Crété, lui demande de mettre par écrit ses souvenirs et ses rêves.
Le 1er juin 1960, à la veille de Vatican II, craignant que son cas ne suscite « une vague d'illuminisme », le cardinal Ottaviani, alors pro-secrétaire du Saint-Office, décrète l'arrêt du procès en béatification (commencé à la suite de son exhumation qui a lieu le 25 mars 1957) et interdit la publication d'ouvrages sur elle. Le Saint-Office était en effet circonspect devant le nombre élevé de faits extraordinaires qui auraient jalonné la vie de la mystique : dons de prophétie, de guérison, de bilocation (151 cas recensés), stigmates, prémonitions, xénoglossie, vision et réception d'hosties profanéeset matérialisations (de fleurs, le plus souvent des lis ou des roses, de bagues).
Cependant, en réponse à une demande de la sœur Nicole Legars, alors prieure du monastère des Augustines de Malestroit, le cardinal Franjo Šeper, préfet de la Congrégation pour la doctrine de la foi, autorisa, dans une lettre du 28 avril 1980, la publication d’une biographie sur Yvonne Beauvais, et suggéra même le nom du chanoine René Laurentin pour ce faire. Cette biographie devint le livre Yvonne-Aimée de Malestroit : Un amour extraordinaire, de l'abbé René Laurentin, auquel l'évêque de Vannes, Pierre Boussard, accorda l'imprimatur en ces termes, le 3 février 1985 :  

« Par sa lettre datée du 10 décembre 1984, le cardinal Ratzinger (le futur pape Benoît XVI), préfet de la Congrégation pour la doctrine de la foi, ayant levé l’interdiction portée par son prédécesseur, le cardinal Ottaviani, le 16 juin 1960, de donner l’imprimatur “à toute éventuelle future publication sur mère Marie-Yvonne”, j’ai estimé que je pouvais autoriser la parution de l’ouvrage de monsieur le chanoine René Laurentin, après en avoir pris connaissance. […] La personnalité de cette religieuse, les circonstances qui ont mis en valeur ses qualités exceptionnelles ne peuvent être exclues des recherches historiques. C’est pourquoi l’avis favorable du cardinal préfet de la Congrégation pour la foi, a été accueilli avec satisfaction et gratitude. » »

En 2009, Raymond Centène, évêque de Vannes, a de nouveau demandé, très officiellement, que le Vatican examine attentivement le dossier.

### Extrait de lettres
Venez à moi, vous tous qui peinez ː

« Je crois que la seule règle est l'amour, et que plus on aime, plus on pénètre la valeur de la souffrance ...

La porter sans faiblir est chose difficile et je crois que le Bon Dieu est déjà très content d'une petite âme qui la porte en tombant souvent, mais qui reconnaît et aime sa faiblesse, parce qu'elle rend gloire à la miséricorde du Bon Dieu.

J'aime cette parole de saint François de Sales, je crois ː « Au service de Dieu, je préfère me sentir faible que fort, parce qu'il porte les faibles et laisse marcher les forts. » Et c'est si bon de se laisser porter par lui ǃ La sainteté consiste surtout, à mon avis, à ne pas se lamenter sur sa faiblesse, car ce ne sont pas ceux qui ne tombent pas qui méritent, mais ceux qui tombent souvent et se relèvent toujours.

Vous serez un bon disciple parce qu'il vous aime et que vous, vous L'aimez. »

— Dans Paul Labutte, Yvonne-Aimée de Jésus, Paris, F.-X. de Guilbert, 1997, p. 333-334.

## Distinctions
- Chevalier de la Légion d'honneur (décret du 15 septembre 1945)[24]
- Croix de guerre 1939-1945, palme de bronze (1945)
- Médaille de la Résistance française (décret du 3 janvier 1946)[25]
- Médaille de la Reconnaissance française
- King's Medal for Courage in the Cause of Freedom (Royaume-Uni)